# Калиновка (Черняховский район)
Калиновка (до 1938 — Ауловёнен (нем. Aulowönen), до 1946 — Ауленбах (нем. Aulenbach)) — посёлок в Черняховском муниципальном округе Калининградской области. 

## История
Местность известна с 1352 года. В 1610 году в Ауловёнене была основана церковь. В 1709 и 1710 годах сельский приход сильно пострадал от чумы. Множество людей погибло, деревня сильно опустела. 11 марта 1874 года Гросс Ауловенен становится административным центром одноименного сельского округа в провинции Восточная Пруссия, в который первоначально входили 11 населенных пунктов. 1 декабря 1923 года произошло слияние сельской общины Гросс-Ауловёнен с соседней общиной Ужупёнен в новую сельскую общину Ауловёнен. 3 июня 1938 года в ходе национал-социалистической кампании по переименованию Ауловёнен был переименован в Ауленбах.
Во время Второй мировой войны Ауленбах был взят Красной армией в ночь на 21 января 1945 года и вместе с северной частью Восточной Пруссии в 1945 году вошел в состав Советского Союза. В июне 1947 года посёлок получил русское название Калиновка и стал центром Калиновского сельсовета в составе Большаковского района. В 1949 году в посёлке была разрушена местная кирха. После упразднения в 1963 году Большаковского района Калиновка вошла в состав Черняховского района. С 2008 по 2015 год деревня входила в состав Калужского сельского поселения, с 2022 года — в составе Черняховского муниципального округа.

## Население
| 1910 | 1933  | 1939  | 2002 | 2010 |
| ---- | ----- | ----- | ---- | ---- |
| 341  | ↗1026 | ↗1049 | ↘534 | ↘457 |